# Berles-Monchel
Berles-Monchel is een gemeente in het Franse departement Pas-de-Calais (regio Hauts-de-France). De gemeente telt 440 inwoners (1999) en maakt deel uit van het arrondissement Arras.

## Geschiedenis
Een oude vermelding van de plaats gaat terug tot de 12de eeuw als Berla. De volgende eeuwen werd de plaats vermeld als onder meer Berles-lez-Aubigny. Op het eind van het ancien régime werd Berles-Monchel een gemeente. Naast Berles-lès-Aubigny werden in de gemeente ook Monchel-Notre-Dame en Vandelicourt ondergebracht.
De gemeente behoorde tot het arrondissement Saint-Pol, tot dat in 1926 werd opgeheven en ondergebracht in het arrondissement Arras.

## Geografie
De oppervlakte van Berles-Monchel bedraagt 8,3 km², de bevolkingsdichtheid is 53,0 inwoners per km². In de gemeente ontspringt de Skarpe. Naast Berles zelf, liggen in de gemeente ook de gehuchten Monchel en Vandelicourt.
De onderstaande kaart toont de ligging van Berles-Monchel met de belangrijkste infrastructuur en aangrenzende gemeenten.

## Bezienswaardigheden
- De Église Saint-Léger

## Demografie
Onderstaande figuur toont het verloop van het inwonertal (bron: INSEE-tellingen).

## Verkeer en vervoer
Door de gemeente loopt de weg tussen Saint-Pol-sur-Ternoise en Arras.